# Ibo-Ucu
Ibo-Ucu (em ibo: Igbo-Ukwu) é uma cidade situada no estado de Anambra. Trata-se de um sítio arqueológico importante, pois foi uma civilização que se desenvolveu na Nigéria oriental entre os séculos IX e X. É caracterizada pelo seu trabalho em cobre (proveniente das Montanhas de Aïr) e em bronze. Descoberta acidentalmente em 1938 por um morador que estava cavando um poço, ela não pode ser vinculado a qualquer outra cultura na região, mas revela a existência de um reino poderoso e refinado.